# Östra Granloholm
Östra Granloholm är en stadsdel som utgör östra delen av stadsdelsområdet Granloholm i Sundsvall. Området ligger norr om Håkanstå och Norra berget. 
Gatorna har här fått sitt namn av städer längs Sveriges östra sida från landskapet Skåne i söder till Norrbotten i norr:  Landskronavägen, Malmövägen, Skanörvägen, Falsterbovägen, Trelleborgsvägen, Ystadsvägen,  Kalmarvägen, Borgholmsvägen, Visbyvägen, Linköpingsvägen, Motalavägen, Nynäshamnsvägen, Västeråsvägen, Uppsalavägen, Umeåvägen, Piteåvägen, Luleåvägen, Haparandavägen.
Området består främst av bostadsrätter i form av radhus och flervåningshus. Kalmarvägen är ett av undantagen och omfattar 232 hyreslägenheter som förvaltas av TotalFörvaltning AB.. Kommunala bostadsbolaget Mitthem har radhuslägenheter på Uppsalavägen.
På Västeråsvägen ligger grundskolan Granloholms skola med årskurs 1-5. På Umeåvägen ligger Sundsvalls kapell tillhörande Jesu Kristi Kyrka av Sista Dagars Heliga. Här finns även Karlavagnens dygnet-runt-förskola.
Granloholmsvägen utgör områdets genomfartsled.